# Die Nacht vor der Hochzeit
Die Nacht vor der Hochzeit (Originaltitel: The Philadelphia Story) ist eine US-amerikanische Filmkomödie von George Cukor aus dem Jahr 1940. Sie gilt als Klassiker der Screwball-Comedies und als ein Höhepunkt im Schaffen von Katharine Hepburn. Der Film basiert auf der Broadway-Komödie gleichen Namens von Philip Barry, in der Hepburn ebenfalls die Hauptrolle gespielt hatte. Die Nacht vor der Hochzeit ist zudem der einzige Film, in dem die beiden Hollywood-Legenden Cary Grant und James Stewart gemeinsam auftreten.

## Handlung
Die oberen Zehntausend von Philadelphia: Die reiche, unnahbare Tracy Lord bereitet sich auf die Hochzeit mit dem gesellschaftlichen Aufsteiger George Kittredge vor. Tracys Ex-Ehemann Dexter schleust die beiden Zeitungsreporter Mike Connor und Liz Imbrie als vermeintliche Freunde von Tracys abwesendem Bruder in ihr Haus ein, damit diese heimlich von der Feier berichten können. Dexter wurde zur Einschleusung von Sidney Kidd, dem skrupellosen Chefredakteur der Boulevardzeitung Spy Magazine, erpresst – sollte er nicht kooperieren, droht dieser eine schmutzige Story über Tracys Vater und dessen Verhältnis mit einem Showgirl zu veröffentlichen. Dexter hofft allerdings auch auf die Möglichkeit, Rache an Tracy zu nehmen, die ihn vor zwei Jahren einfach vor die Tür gesetzt hatte.
Als Mike und Liz mit Dexter am Tag vor der Hochzeit in Tracys Haus erscheinen, vermutet diese instinktiv, dass Dexters „Freunde“ in Wirklichkeit Reporter sind, und konfrontiert Dexter damit, der nach einem kurzen Wortgefecht mit der Wahrheit herausrückt und ihr von der Erpressung erzählt. Zerknirscht gibt Tracy nach und lässt die beiden gewähren.
Am Abend vor der Hochzeit wird ein großer Ball gefeiert, Tracy trinkt entgegen ihren Angewohnheiten Alkohol und entdeckt plötzlich Sympathien für den jungen Reporter Mike Connor, der – ebenso betrunken – Dexter offenbart, dass er in Tracy vernarrt ist. Zusammen hecken sie den Plan aus, den Zeitungsmacher Kidd mit einem Artikel über seine Machenschaften auszubooten, damit er die Geschichte über Tracys Vater fallen lässt und auf einen Artikel über die Hochzeit verzichtet.
Am Swimmingpool der Lords gesteht Mike daraufhin Tracy seine Liebe, verzichtet aber als Gentleman darauf, die heillos betrunkene Tracy zu verführen. Als die beiden am nächsten Morgen von George und Dexter aufgefunden werden, kommt es um ein Haar zu einer Schlägerei unter den drei Rivalen, und George wirft seiner Verlobten vor, ihn betrogen zu haben.
Unmittelbar vor der Trauung entscheidet sich Tracy deshalb gegen die Hochzeit mit George. Als sich Mike als Ersatz anbietet, lehnt Tracy ihn ebenso ab, da sie weiß, dass Liz in ihn verliebt ist. So kommt es letztlich zur (erneuten) Hochzeit zwischen Tracy und Dexter, mit Mike und Liz als Trauzeugen.

## Hintergrund
Nach ihrem Oscar-Gewinn 1933 für Morgenrot des Ruhms galt Katharine Hepburn als Star, drehte aber anschließend eine Reihe von kommerziellen Misserfolgen. Nach den 1938 erschienenen Komödien Leoparden küßt man nicht und Die Schwester der Braut, die zwar heute als Klassiker gelten, damals aber an den Kinokassen floppten, war ihre Karriere in großer Gefahr. Da sie in Hollywood als Kassengift galt, zog sie sich an den Broadway nach New York zurück und übernahm die Hauptrolle der Tracy Lord von Philip Barrys Stück The Philadelphia Story. Barry hatte Hepburn die Rolle der Tracy Lord auf den Leib geschrieben, für welche die bekannte High-Society-Dame Helen Hope Montgomery Scott (1904–1995) aus Philadelphia als grobes Vorbild diente. The Philadelphia Story eröffnete am Broadway im März 1939 und spielte dort dank ihres Erfolges insgesamt ein Jahr. An Hepburns Seite am Broadway spielten Joseph Cotten als Dexter Haven, Van Heflin als Macaulay Connor und Shirley Booth als Liz Imbrie.
Mit der Idee zu einer Verfilmung des Theaterstücks kehrte sie nach Hollywood zurück. Ihr damaliger Geliebter, der Unternehmer Howard Hughes, kaufte für sie die Filmrechte. Anschließend machte Hepburn mit MGM-Chef Louis B. Mayer einen Deal: Sein Studio bekam die Rechte am Erfolgsstück für den bescheidenen Wert von 250.000 US-Dollar, dafür durfte sie persönlich Regisseur, Drehbuchautor und Besetzung auswählen. Als Drehbuchautor holte sie Donald Ogden Stewart, einen engen Freund von Philip Barry, dem Autor des Stückes. Seine Aufgabe war es, die Integrität des Stückes zu wahren, es aber gleichzeitig dem Medium Film anzupassen. Im Vorspann ungenannt schrieb auch Waldo Salt am Drehbuch mit. Als Co-Star wählte sie Cary Grant, mit dem sie zuvor bereits in drei Filmen gespielt hatte (Sylvia Scarlett, Die Schwester der Braut, Leoparden küßt man nicht). An James Stewart – der gerade erst seinen großen Durchbruch gefeiert hatte – zeigte Hepburn sich interessiert, nachdem sie dessen hochgelobte Darstellung eines idealistischen Senators in Mr. Smith geht nach Washington (1939) gesehen hatte. Dass gleich zwei männliche Top-Stars im Film mitspielten, wurde auch von den MGM-Produzenten unterstützt, da sie fürchteten, dass Katharine Hepburn alleine nicht genug Zugkraft an den Kinokassen gehabt hätte.
Als Regisseur wurde George Cukor geholt, mit dem Hepburn zwischen 1932 und 1979 insgesamt zehn Filme drehte. Die Dreharbeiten fanden zwischen dem 5. Juli und dem 16. August 1940 in den MGM-Studios statt. Die Atmosphäre bei den Dreharbeiten war fröhlich und unkompliziert, man wurde fünf Tage vor dem eigentlich geplanten Drehschluss fertig. Das Budget betrug 914.000 US-Dollar. Seine Premiere feierte der Film im Dezember 1940, in die meisten amerikanischen Kinos kam er aber erst einen Monat später, im Januar 1941 – Grund war die Rücksicht auf das Theaterstück The Philadelphia Story, welches noch durch Amerika tourte und mit dem man nicht konkurrieren wollte. Im Falle eines Fehlschlages prophezeiten viele das Ende von Hepburns Karriere, doch der Film wurde einer der größten kommerziellen Erfolge des Jahres 1941 und Hepburn über Jahrzehnte eine der führenden Darstellerinnen in Hollywood.

## Synchronisation
Die deutsche Synchronbearbeitung entstand 1949 bei der MPEA Synchronproduktion in München.
In dieser Übersetzung gibt es einen bemerkenswerten Übersetzungsfehler. Beim Annehmen des Heiratsantrags sagt Tracy: „… ich werde so was von tacky sein …“, in Anspielung auf das von Dexter Haven gebaute Boot. „Tacky“ bedeutet aber schäbig, billig oder geschmacklos. Im Film wird es aber wie ein positiv besetzter Begriff im Sinne von leicht lenkbar, schnell etc. verwendet. In der amerikanischen Fassung der Szene kommt der Begriff „tacky“ nicht vor, dort heißt es stattdessen „yare“.
| Rolle                 | Darsteller        | Synchronsprecher    |
| --------------------- | ----------------- | ------------------- |
| Tracy Lord            | Katharine Hepburn | Eva Vaitl           |
| C. K. Dexter Haven    | Cary Grant        | Curt Ackermann      |
| Macauly „Mike“ Connor | James Stewart     | Hans Nielsen        |
| George Kittredge      | John Howard       | Wolfgang Eichberger |
| Onkel Willie          | Roland Young      | Anton Reimer        |
| Seth Lord             | John Halliday     | Walter Holten       |
| Margaret Lord         | Mary Nash         | Eva Eras            |
| Sidney Kidd           | Henry Daniell     | Richard Münch       |

## Kritiken
Seit seiner Veröffentlichung sind die Kritiken für Die Nacht vor der Hochzeit einhellig positiv. Beim amerikanischen Kritikerportal Rotten Tomatoes besitzt der Film die seltene Wertung von 100 % bei der Durchschnittswertung von 8.9/10 Punkten, alle 105 Kritiken fallen hier positiv aus.

„Brillantes Beispiel für die amerikanische ‚Screwball-Comedy‘ der 30er Jahre, mit hintergründigem Witz, Gesellschaftskritik, schlagfertigen Dialogen und glanzvoller Besetzung.“

„Vergnüglicher Komödienklassiker von Regisseur George Cukor nach dem Bühnenstück ‚The Philadelphia Story‘ mit Starbesetzung. Katharine Hepburn hatte mit dem eigens für sie geschriebenen Werk schon einen Broadway-Erfolg. James Stewart erhielt für seine überzeugende darstellerische Leistung als Starreporter Connor den Oscar […]“

„[…] neben dem Screwball-Humor beweist ‚Die Nacht vor der Hochzeit‘ auch unerwarteten Tiefgang. Da geht es auch um Charakterschwächen, Beziehungsprobleme und Koketterie mit Alkoholmissbrauch. Kritische Untertöne schwingen subtil im Drehbuch mit, ohne die großartige Komödie zu verderben. Bis heute hat „Die Nacht vor der Hochzeit“ kein bisschen seines Charmes eingebüßt, auch wenn das Screwball-Konzept aus der Filmwelt fast verschwunden ist. Dank der durchweg herausragenden schauspielerischen Leistung und der unterhaltenden Geschichte hat George Cukor einen zeitlosen Klassiker geschaffen, der in keiner Sammlung fehlen sollte. Denn noch immer dürfte es schwer fallen, sich der einnehmenden Präsenz der magischen Katharine Hepburn zu entziehen. (Wertung: fünf Sterne)“

„Saloppes Bühnenstück mit prominenter Besetzung.“

## Auszeichnungen
Der Film gewann zwei Oscars: James Stewart wurde als bester männlicher Hauptdarsteller ausgezeichnet, außerdem Don Stewart für das beste adaptierte Drehbuch. Nominiert waren außerdem: Katharine Hepburn (beste weibliche Hauptrolle), Ruth Hussey (beste weibliche Nebenrolle), George Cukor für die beste Regie und Produzent Joseph Mankiewicz für den besten Film. Stewarts Oscar-Gewinn für Die Nacht vor der Hochzeit wurde häufig als Kompensation dafür gesehen, dass er im Vorjahr für seine Leistung in Mr. Smith geht nach Washington noch verloren hatte. Vom New York Film Critics Circle Award wurde Hepburn als Beste Hauptdarstellerin ausgezeichnet.
1995 wurde Die Nacht vor der Hochzeit als „geschichtlich, kulturell oder ästhetisch signifikant“ in das National Film Registry aufgenommen. Vom American Film Institute wurde er 1998 auf Platz 51 der besten amerikanischen Filme aller Zeiten gewählt, in einer Neuausgabe dieser Liste 2007 konnte der Film auf Platz 44 vorrücken. Die Nacht vor der Hochzeit wurde außerdem vom American Film Institute auf Platz 15 der besten Komödien sowie Platz 44 der besten Liebesfilme gewählt.

## Neuverfilmung
1956 wurde die Vorlage mit Grace Kelly, Bing Crosby und Frank Sinatra in den Hauptrollen unter dem Titel Die oberen Zehntausend (Originaltitel: High Society) als Musical neu verfilmt. Die Handlung folgt im Wesentlichen dem Original und variiert, ebenso wie bei den Figuren, nur in Details.

## DVD-Veröffentlichung
- Die Nacht vor der Hochzeit. Special Edition. (2-DVD-Set.) Warner Home Video 2005
- Die Nacht vor der Hochzeit in der Reihe Süddeutsche Zeitung|Cinemathek – 50 Lieblingsfilme der SZ-Kinoreadaktion, Nr. 30, 2005